# Herman VII van Baden
Herman VII van Baden bijgenaamd de Wekker (circa 1266 – 12 juli 1291) was van 1288 tot 1291 mede-markgraaf van Baden-Baden. Hij behoorde tot het huis Baden.

## Levensloop
Herman VII was een van de vier zoons van markgraaf Rudolf I van Baden-Baden en Cunigonde van Eberstein. Na de dood van zijn vader in 1288 werd Herman VII samen met zijn broers Hesso, Rudolf II en Rudolf III markgraaf van Baden-Baden. Dit bleef hij tot aan zijn dood in 1291.
In 1291 kreeg Herman VII van de abdij van Weißenburg enkele bezittingen, waaronder het gebied rond het dorp Bietigheim. Na zijn dood werd hij begraven in de abdij van Lichtenthal. Zijn deel van het markgraaf Baden-Baden werd ook onderverdeeld aan zijn zonen: Frederik II kreeg een deel van het graafschap Eberstein en Rudolf IV en Herman VIII kregen het gebied rond de stad Pforzheim.

## Huwelijk en nakomelingen
Herman VII huwde rond 6 oktober 1278 met Agnes van Truhendingen. Ze kregen minstens vier kinderen:
- Frederik II (overleden in 1333), graaf van Baden-Eberstein
- Rudolf IV (overleden in 1348), graaf van Baden-Pforzheim
- Herman VIII (overleden in 1296), graaf van Baden-Pforzheim
- Jutta (overleden in 1327)